# لاين هالفورسن
لاين هالفورسن (بالنرويجية البوكمول: Line Halvorsen)‏ هي مخرجة نرويجية، ولدت في 1969.

## وصلات خارجية
- لاين هالفورسن على موقع IMDb (الإنجليزية)
- لاين هالفورسن على موقع أول موفي (الإنجليزية)
- لاين هالفورسن على موقع قاعدة بيانات الأفلام السويدية (السويدية)
- لاين هالفورسن على موقع قاعدة بيانات الفيلم (الإنجليزية)
- لاين هالفورسن على موقع كينوبويسك (الروسية)